# Nandeva latiloba
Nandeva latiloba är en tvåvingeart som beskrevs av Ole Anton Saether och De Oliveira Roque 2004. Nandeva latiloba ingår i släktet Nandeva och familjen fjädermyggor. Inga underarter finns listade i Catalogue of Life.